# Berényi Dénes (fizikus)
Berényi Dénes (Debrecen, 1928. december 26. – 2012. június 27.) magyar atomfizikus, a Magyar Tudományos Akadémia rendes tagja. Kutatási területe a magspektroszkópia és az atomi ütközések fizikája. Jelentős a tudománynépszerűsítés és a határon túli magyar tudományosság terén kifejtett munkássága is. 1976 és 1990 között az MTA Atommagkutató Intézet igazgatója. 1990–1993-ban a Magyar Tudományos Akadémia egyik alelnöke.

## Életpályája
1948-ban kezdte meg egyetemi tanulmányait a Kossuth Lajos Tudományegyetem (KLTE) Természettudományi Kar fizika szakán. Itt szerzett fizikusdiplomát 1953-ban. Ennek megszerzése után az egyetem kísérleti fizikai tanszékének tanársegédje lett, majd 1954-ben a Debrecenben működő MTA Atommagkutató Intézet (Atomki) tudományos munkatársaként kezdett el dolgozni. 1963-ban az atomfizikai osztály vezetőjévé nevezték ki. 1974-ben az intézet igazgatóhelyettese, 1976-ban igazgatója lett. Az intézetet 1990-ig vezette. 1991-ben kutatóprofesszori megbízást kapott, majd 2000-ben az intézet professor emeritusává avatta. Kutatóintézeti állása mellett 1996 és 1974 között a KLTE (2000-től Debreceni Egyetem) címzetes egyetemi docense volt, majd címzetes egyetemi tanárrá fogadták. Ezenkívül 1959–1960-ban a Moszkvai Állami Egyetem, 1969–1970-ben az Oxfordi Egyetem vendégkutatója volt.
1963-ban védte meg a fizikai tudományok kandidátusi, 1969-ben akadémiai doktori értekezését. Az MTA Atom- és Molekulafizikai Bizottságának és a Debreceni Akadémiai Bizottságnak lett tagja, utóbbinak 1993 és 1999 között elnöke is volt. 1973-ban a Magyar Tudományos Akadémia levelező, 1985-ben pedig rendes tagjává választották. 1990-ben az akadémia egyik alelnöke lett, e tisztségét három éven keresztül töltötte be. Emellett 1992-ben a londoni Európai Akadémia (Academia Europaea) is felvette tagjai sorába. Akadémiai tisztségei mellett az Eötvös Loránd Fizikai Társulat (ELFT) elnöke volt több éven át, később tiszteletbeli elnökké választották. 1985 és 1990 között a Nemzetközi Fizikai Sugárzási Társaság alelnöke volt, emellett számos nemzetközi tudományos társaságban is tevékenykedik. Az ELFT elnökeként a Fizikai Szemle című tudományos szakfolyóirat főszerkesztője is volt.

## Munkássága
Fő kutatási területe a magspektroszkópia és az atomi ütközések fizikája.
Kutatói pályájának kezdetén a radioaktív bomlások tisztázatlan részleteivel foglalkozott. Eredményei alapján a magasabb rendű bomlásfolyamatok területén elősegítette az ilyen típusú bomlásoknál fellépő belső fékezési sugárzásra vonatkozó ismereteket és elsőként vizsgálta a elektronbefogásnál fellépő belső fékezési sugárzást. Az 1970-es évektől az atomi ütközési folyamatokat vizsgálta. Ennek során többek között sokszorosan töltött nehézion-lövedékek esetén az ütközésekben az úgynevezett többszörös „pingpong-jelenség” felléptét. Az MTA Atommagkutató Intézet igazgatójaként sokat tett az intézet fejlesztéséért, igazgatói időszakában tett szert az intézet a jelenleg is működő ciklotronra. Ezenkívül jelentős tudománynépszerűsítő és a határon túli magyar tudományossággal kapcsolatos munkássága, utóbbi témakörben számos konferencia és tudományos ülés szervezője.
Több mint százötven tudományos publikáció szerzője vagy társszerzője, ebből számos tudománynépszerűsítő és ismeretterjesztő könyv. Munkáit elsősorban magyar és angol nyelven adja közre. Róla nevezték el az 5694 Berenyi kisbolygót.

## Díjai, elismerései
- Akadémiai Díj (1963, 1969)
- Selényi Pál-díj (1965)
- Eötvös Loránd Fizikai Társulat Érme (1981)
- Állami Díj (1988) – Az atomi ütközési mechanizmusra és az ütközésekben létrejövő atomi állapotokra vonatkozó eredményeiért.
- Debrecen díszpolgára (1993)
- Pázmány Péter felsőoktatási díj (1997, Pro Renovanda Cultura Hungariae)
- Toleranciadíj (2000)[1]
- Határokon Túli Magyar Felsőoktatásért Apáczai-érem (2002)
- Kisebbségekért (2002)
- A Magyar Köztársasági Érdemrend középkeresztje (2008)
- Szily Kálmán-emlékérem (2008, Természet Világa)
- a Debreceni Egyetem, a Nagyváradi Állami Egyetem és az Ungvári Nemzeti Egyetem díszdoktora

## Emlékezete
Nevét viseli az 5694 Berényi kisbolygó.

## Főbb publikációi
- Magasabb rendű és atomi effektusok atommag bomlásában és interdiszciplináris vonatkozásaik (1974)
- Atomkorban élünk (1977)
- Ember és tudomány a XX. század utolsó évtizedeiben (1986)
- Megint atomfizika? (1987)
- Observation of Electron-capture Into Continuum States of Neutral Atoms (társszerző, 1989)
- The Contribution of the Ecc TO the Forward Electron Cusp IN 50-150 Kev Amu-1 He+-he, AR Collisions (társszerző, 1989)
- A Spherical Mirror-double Cylindrical Mirror Electron Spectrometer for Simultaneous Energy and Angular Distribution Measurements: Design, Construction and Experiences (társszerző, 1992)
- Ionokkal gerjesztett Auger-elektronfolyamatok gázokban (1992)
- A szinkrotronsugárzás ipari alkalmazása (1994)
- Magyar tudományosság külföldön (1997)
- Az értelmiség felelőssége ma. „Hivatás és hitvallás” (társszerk. ifj. Fasang Árpáddal és Fodor Andrással, 1998)
- Evidence For Fermi-shuttle Ionization in Intermediate Velocity C+ + Xe Collisions (társszerző, 2002)
- A határon túli magyar tudományos műhelyek működésének regionális megközelítése (2006)